# 對德意志民族的演講
《對德意志民族的演講》（德語：Reden an die deutsche Nation）是德國政治家、哲學家約翰·戈特利布·費希特的作品，初版於1808年5月，收錄了他从1807年12月13日至1808年3月20日在柏林所作的十四次演讲。這些演講作於拿破崙佔領德國期間，對于德意志民族的塑造以及民眾的覺醒起到了巨大的作用。

## 漢譯版
《對德意志民族的演講》梁志学、沈真、李理譯，商务印书馆，ISBN 978-7-1000-7066-9

## 外部連結
古騰堡計畫中的《對德意志民族的演講》德語原版：Reden an die deutsche Nation bei gutenberg.de （页面存档备份，存于）